# Jemmy Button
Orundellico, conocido como "Jemmy Button" o "Jeremmy Button" (1815-1864), fue un nativo fueguino canoero de la etnia yagán, cuya edad estimada en abril de 1830 era de 15 años, según el comandante del HMS Beagle. Vivió en los alrededores de la caleta Wulaia, puerto ubicado en las orillas del canal Murray, en el extremo austral de Chile.
En 1830 fue trasladado, junto con otros tres nativos, a bordo del Beagle, hasta Inglaterra y regresó a su tierra natal en la misma nave en 1833. Durante su estadía en Inglaterra estudió junto con sus compañeros fueguinos en la Saint Mary School y fue presentado en la corte de St. James al rey Guillermo IV y la reina Adelaida.
En 1860 habría estado presente en la matanza de Wulaia, en la que ocho hombres de la goleta Allen Gardiner de la Sociedad Misionera Patagónica fueron asesinados por los indígenas del lugar.

## Origen: canoero – yagán

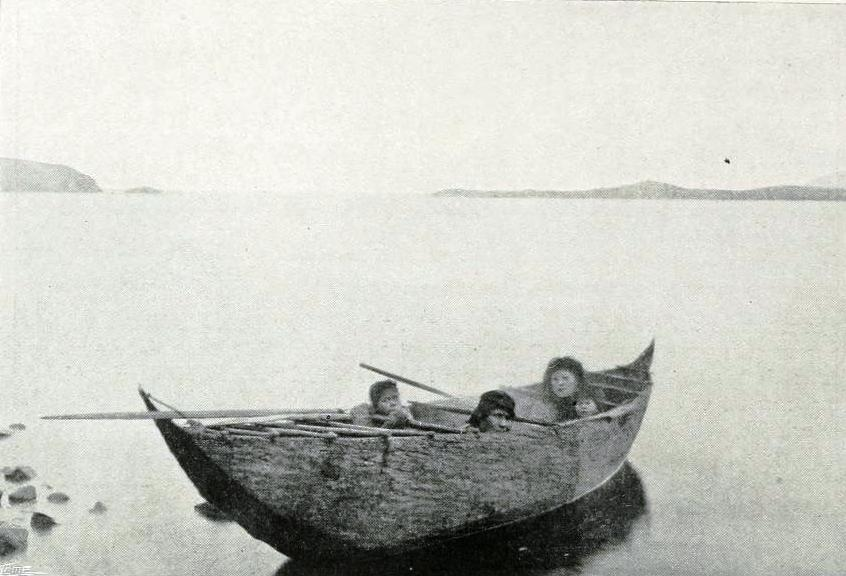
Una familia Yagan dentro de una canoa

Los yaganes eran indígenas nómadas canoeros, recolectores marinos que habitaban el amplio sector de los canales fueguinos que se extienden al sur y hacia el oeste de la isla grande de Tierra del Fuego hasta los canales Magdalena y Cockburn y el cabo de Hornos por el sur. En este inmenso territorio había cinco grupos que correspondían a variedades dialectales de la lengua yagán; Button pertenecía a los que habitaban el sector del canal Murray.

## Encuentro con el hombre blanco
El 11 de abril de 1830, cerca de la angostura Murray, Button tuvo su primer contacto con el hombre blanco. En efecto, ese día el comandante del HMS Beagle teniente Robert FitzRoy regresaba en su chalupa ballenera a su nave, que se encontraba fondeada en isla Lennox, luego de haber efectuado el levantamiento del brazo noroeste del canal Beagle, y se detuvo en una isla para comer y descansar. Allí llegaron fueguinos, con los que cambiaron pescados por botones y cuentas. Una vez que se reembarcaron y continuaron su navegación avistaron la angostura, pero fueron interceptados por tres canoas llenas de nativos que también querían cambiar. Trocaron nuevamente pescados por botones y cuentas y sin intención Fitz-Roy le indicó a un joven que pasara a su bote y le dio al hombre a cargo de la canoa un botón grande nacarado. El joven que pasó era Jemmy Button. Se sentó en el fondo de la chalupa y vio con alegría cómo las embarcaciones se separaban, pues pensó que iría a cazar guanacos con los hombres blancos. La dotación del bote de inmediato lo llamó “Jemmy Button” por el precio del cambio efectuado.

## Viaje a Inglaterra
El 13 de abril de 1830 la embarcación con Jemmy a bordo llegó al Beagle, donde había otros tres fueguinos que Fitz-Roy había traído desde el oeste como rehenes por un bote que le habían robado indígenas kawésqar. El encuentro fue divertido, pues se rieron de él y lo llamaron Yapoo y pidieron que lo vistieran. Los tres kawésqar, dos hombres y una niña, aunque de similar aspecto que Jemmy, hablaban diferente idioma.
Fitz-Roy decidió llevar a los cuatro fueguinos hasta Inglaterra y traerlos de regreso en una próxima oportunidad luego de que hubieran aprendido el idioma inglés y otras materias propias de la civilización occidental. Así, les asignó los siguientes nombres y edades: York Minster, 26 años, Boat Memory, 20 años, Jemmy Button, 14 años y Fuegia Basket (una niña), 9 años.
El 6 de agosto de 1830 el Beagle, con sus cuatro fueguinos, arribó a Inglaterra.

## Estadía en Inglaterra
La idea de Fitz-Roy era darle a sus fueguinos una educación adecuada y después de dos o tres años llevarlos de regreso a su tierra. También se preocupó de protegerlos contra las enfermedades que resultaban fatales para los aborígenes que eran llevados a Europa, por lo que, en cuanto desembarcaron, fueron vacunados por segunda vez, pues ya lo habían sido a su paso por Montevideo, y luego fueron trasladados a una finca al interior del país. A principios de noviembre de 1830 los cuatro fueron internados en el Royal Hospital de Plymouth, pues Boat Memory había enfermado con síntomas de viruela. Boat murió en el hospital. 
La Sociedad de la Iglesia Misionera se interesó en educar a los jóvenes, por lo que fueron trasladados a Walthamstow, lugar en el que permanecieron desde diciembre de 1830 hasta octubre de 1831, donde se les enseñó inglés, los principios del cristianismo, el uso de herramientas comunes y ligeros conocimientos de agricultura, jardinería y mecánica.
Fitz-Roy a veces los llevaba a visitar a sus amigos y parientes, de los que recibían artículos que podrían utilizar cuando regresaran a su país y cuya cantidad iba en aumento.
Durante el verano de 1831, fueron invitados a St. James por el rey Guillermo IV. Se reunieron con el rey y la reina Adelaida, quien le regaló a Fuegia uno de sus sombreros, uno de sus anillos y le dio dinero para que comprara ropa cuando debiera dejar Inglaterra.
En junio de 1831, Fitz-Roy fue designado comandante del HMS Beagle para que se dirigiera a completar los levantamientos de la parte meridional de la América del Sur, viaje en el que regresarían los tres fueguinos a su tierra natal. La Sociedad de la Iglesia Misionera designó al joven Richard Matthews para que acompañara a los fueguinos durante el viaje de regreso y para que permaneciera con ellos con el propósito de enseñarles y ver si podía establecerse entre los nativos del país.
Los fueguinos zarparon de regreso a sus canales fueguinos el 27 de diciembre de 1831 a bordo del Beagle. Habían permanecido en Inglaterra un año y cuatro meses.

## Reencuentro con su familia
Button y sus compañeros permanecieron a bordo del Beagle poco más de un año antes de desembarcar en su tierra natal. La idea inicial de Fitz-Roy era dejar primero a York y Fuegia en las cercanías de puerto March con sus familiares kawésqar y luego a Button en Wulaia con los yaganes. Para ello cruzó el cabo de Hornos el 22 de diciembre de 1832 con un fortísimo temporal que lo obligó a protegerse fondeando en las afueras de la caleta Saint Martin, lugar en que York le informó que deseaba quedarse con Jemmy Button. Ante esta petición, Fitz-Roy se dirigió a Goree Roads, entre la isla Navarino e isla Lennox, donde fondeó el 18 de enero de 1833.
Al día siguiente, Fitz-Roy partió en cuatro embarcaciones hacia Wulaia por la ruta del canal Beagle, con los tres fueguinos, Matthews y el naturalista Charles Darwin; eran en total treinta hombres. El día 20, a la altura del paso Mackinley, avistaron varios indígenas que Button reconoció como pertenecientes a yaganes enemigos. El 22 se encontraron por primera vez con amigos de su tribu tekeenica, los que le informaron de su familia y de la muerte de su padre. Poco después llegó gran número de nativos por sobre los cerros y otros en sus canoas. El 23 de enero de 1833 arribaron a Wulaia seguidos por muchas embarcaciones, treinta a cuarenta, llenas de nativos. Desembarcaron e inmediatamente iniciaron la construcción de tres cabañas, una para Matthews, otra para Jemmy y la tercera para York y Fuegia, con sus respectivas huertas, y delimitando un espacio custodiado por centinelas para mantener alejados a los cientos de nativos que los seguían. Button estaba repartiendo clavos y herramientas a sus compatriotas cuando de repente escuchó un grito proveniente de una canoa que se acercaba a la playa, a los pocos instantes exclamó: «Mi hermano», había reconocido la voz de su hermano mayor. Cuando la pequeña canoa, repleta con varias personas, varó en la playa, descendieron su madre, dos hermanas y cuatro hermanos. Button caminó lentamente hacia ellos, la madre apenas lo miró y se dirigió con las niñas a asegurar la canoa con sus pocas pertenencias; los cuatro hermanos, un hombre y tres niños, permanecieron de pie y luego caminaron hacia él y lo rodearon sin decir una palabra. Después de unos minutos el hermano mayor comenzó a hablar, pero Button no podía responderle. York y Fuegia presenciaron toda la escena sin hablar. Button pasó esa tarde con su madre y hermanos en la choza de ellos y regresó al campamento en la noche para dormir.
Al día siguiente Matthews y sus fueguinos prepararon el pedazo de tierra donde plantarían papas, zanahorias, nabos, porotos, arvejas, lechugas, cebollas, puerros y repollos. El hermano mayor de Button manifestó el deseo de permanecer con el grupo del evangelizador. En el intertanto Button, con la ayuda de su grupo, vistió a su madre y hermanos con prendas occidentales. Le regaló a su familia todo tipo de ropa, clavos y herramientas. Los marineros pronto comenzaron a llamar al hermano mayor de Button como Tommy o Harry Button y descubrieron que este era el doctor de su tribu y por lo mismo le tenían gran consideración y estima.
El 25 de enero llegó al campamento un hombre viejo que dijo ser tío de Jemmy, hermano de su padre, junto con muchos extraños que pertenecían a la tribu tekeenica, pero Jemmy no quiso recibirlos porque eran gente mala y no amigos.
El 26 en la tarde los marineros efectuaron práctica de tiro al blanco con el propósito de mostrar a los nativos los efectos de sus armas de fuego, pero a estos no les gustó la demostración, por lo que al día siguiente todos se reembarcaron en sus canoas y partieron mar adentro; sólo quedaron en Wulaia no más de seis de ellos, y hasta la familia de Jemmy partió. En la tarde, Matthews y sus acompañantes ocuparon sus cabañas y pasaron su primera noche en ellas y Fitz-Roy decidió probar al grupo dejándolos solos, por lo que zarpó con las cuatro embarcaciones y navegó unas cuantas millas hacia el sur. El 28 temprano en la mañana, Fitz-Roy regresó a Wulaia, pero encontró todo normal, aunque algunos nativos habían regresado, entre ellos el hermano de Jemmy, quienes le dijeron que la familia de Button llegaría durante el día y que los hombres malos del este habían regresado a su tierra. Fitz-Roy entonces decidió enviar de regreso al Beagle a dos de sus embarcaciones y con las dos restantes inició una excursión hacia el brazo noroeste del canal Beagle y seno Ballenero.
El 5 de febrero de 1833, cuando regresaban a Wulaia, se encontraron con canoas con nativos que llevaban elementos que pertenecían a Matthews y su grupo. El 6 al mediodía arribaron a Wulaia, encontrando varios nativos con sus caras pintadas y a los pocos instantes aparecieron Matthews, York y Jemmy con su aspecto habitual, y dijeron que Fuegia estaba en la cabaña. Embarcó a Matthews y se separó de la costa para que este le contara lo sucedido, mientras Jemmy se embarcó en el otro bote y York permaneció en la playa. Matthews contó que aunque no había sido violentado no se sentía seguro entre los nativos, por lo que deseaba regresar a bordo del Beagle. También relató que tres días después de que Fitz-Roy hubo dejado Wulaia llegaron varias canoas repletas de desconocidos de la familia de Jemmy y desde ese día no tuvo más paz y descanso. Les habían robado sus cabañas y pisoteado sus jardines y la huerta. Fitz-Roy embarcó a Matthews con algunas cosas que pudo recuperar, repartió entre los nativos los artículos útiles, tales como hachas, serruchos, cuchillos y clavos y se despidió de Jemmy y York, zarpando con los botes hacia el Beagle, al que arribaron el 7 de febrero al anochecer.
El 14 del mismo mes Fitz-Roy, mientras se encontraba en trabajos de levantamiento en el área, se acercó a Wulaia en un bote y divisó varias canoas pescando. Desembarcó y se encontró con Jemmy, York y Fuegia en la playa y vestidos como de costumbre. Al inspeccionar las cabañas las encontró limpias y ordenadas como también los jardines y en la huerta algunas hortalizas estaban brotando. Al ver todo esto Fitz-Roy dejó el lugar con optimismo y con la esperanza de que la aventura de Jemmy y sus compañeros podría prosperar.
El 5 de marzo de 1834 el Beagle fondeó en Wulaia. Las cabañas de Jemmy, York y Fuegia estaban vacías aunque sin destrozos, los jardines y la huerta habían sido pisoteados, aunque sacaron algunas papas que comieron a bordo, lo que demostraba que podrían cultivarse en esa región. No se veía ningún alma y el lugar parecía abandonado desde hacía meses. De repente, avistaron tres canoas en el horizonte, en una venía Tommy Button y en otra Jemmy, todos desnudos con un trozo de cuero en su espalda, el pelo largo y lacio, delgado y sus ojos irritados por el humo. Subieron a bordo, los vistieron y en la noche comieron con Fitz-Roy y para sorpresa de todos, la esposa de Jemmy, sus hermanos y esposas, empleaban palabras en inglés cuando hablaban con él. Jemmy le regaló a Fitz-Roy y a Bennet, el mayordomo, un cuero de nutria a cada uno y desembarcaron hasta el día siguiente.
El 6, Jemmy desayunó con Fitz-Roy y tuvieron una larga conversación. Le contó que tenía dificultades con el idioma, pues empleaba el inglés mezclado con el propio. También le dijo que York y Fuegia, unos meses antes, se habían ido a su tierra en una gran canoa, habiéndole robado toda su ropa y herramientas y que en febrero del año anterior, cuando Fitz-Roy partió, los invadieron los onas, por lo que su gente tuvo que refugiarse en las islas. Fitz-Roy cargó de regalos a Jemmy y su familia y zarpó definitivamente de Wulaia.

## Matanza de Wulaia y viaje a las Malvinas
En marzo de 1848 y en diciembre de 1851, Allen Gardiner, oficial retirado de la armada británica, que había decidido dedicar el resto de su vida a predicar el Evangelio a los paganos, conociendo la historia de los fueguinos llevados por Fitz-Roy a Inglaterra, armó dos expediciones con la idea de establecer una misión en el área de la isla Navarino, donde esperaban contar con la ayuda de Jemmy Button. Ambas expediciones fallaron y Allen Gardiner, en la segunda, junto a seis compañeros, murieron de inanición y frío en puerto Español en la orilla norte del canal Beagle.
En 1854, la Sociedad Misionera Patagónica, fundada por Gardiner, adquirió una goleta de ochenta toneladas a la que bautizaron como Allen Gardiner, la cual fue enviada a la isla Keppel en las islas Malvinas para que estableciera una misión desde la cual pudieran tomar contacto con Jemmy Button y establecerse, con su apoyo, en la región de Wulaia.
En 1856 la Allen Gardiner viajó a Wulaia y su capitán tomó contacto, por fin, con Jemmy Button, solicitándole que viajara con él hasta la isla Keppel, a lo que Button se negó rotundamente. La goleta regresó a las Malvinas y luego a Inglaterra. A mediados de ese mismo año, el pastor Jorge Pakenham Despard con su esposa e hijos viajaron a bordo de la Allen Gardiner hasta la isla Keppel y al poco tiempo iniciaron viajes frecuentes hasta Wulaia, trasladando indígenas entre ambos lugares. Los nativos eran catequizados en Keppel y luego devueltos a Wulaia.
En octubre de 1859, se estimó propicio iniciar el establecimiento de la misión en Wulaia, para ello se embarcaron en la Allen Gardiner los equipos y provisiones necesarias y se envió al catequista Felipe Garland para establecerla. Como pasaban los meses y nada se sabía de la goleta y la nueva misión, Despard contrató a la goleta Nancy, en la que se dirigió a Wulaia, caleta a la que arribó en abril de 1860, encontrando la Allen Gardiner fondeada en el puerto totalmente desmantelada y como único tripulante al cocinero Alfred Cole, en malas condiciones físicas y mentales, medio desnudo y escuálido. 
Cole contó que desde que arribaron a Wulaia, los nativos guiados por Jemmy Button los habían molestado con peticiones y rondas cerca del barco. El domingo 6 de noviembre de 1859, habiendo terminado la construcción del cobertizo, iban a celebrar la primera misa en este y bajaron a tierra, pero fueron rodeados por unos trescientos indígenas, que los atacaron y mataron a todos menos a él, que logró escabullirse hasta un bosque, siendo capturado pocas semanas después. Vio como Tommy Button mataba de un piedrazo a un marinero. En total murieron ocho hombres. Los marinos de la Nancy repararon la Allen Gardiner y regresaron con ambas goletas a puerto Stanley, llevando con ellos a Jemmy Button, que voluntariamente se ofreció para ir a declarar.
La declaración de Button fue que los que habían asesinado a los misioneros habían sido indígenas de la tribu ona de la Tierra del Fuego. Las autoridades le creyeron a Cole y consideraron enviar a Wulaia una expedición punitiva, pero los misioneros se opusieron. En 1863, Despard regresó a Inglaterra con su familia, dejando a cargo de la misión en Keppel a su hijo adoptivo Thomas Bridges, de dieciocho años.
En 1863 llegó a la isla Keppel como pastor el reverendo Waite H. Stirling. A finales de ese año, Stirling y Bridges viajaron por primera vez a los canales fueguinos. Localizaron a Jemmy Button al llegar a Wulaia y, por él, tuvieron conocimiento de que la población indígena había disminuido notablemente por una epidemia. Los misioneros trasladaron a otros siete fueguinos a la isla Keppel, incluido uno de los hijos de Jemmy Button, llamado Treeboys. Este traslado de indígenas contravenía la ordenanza sobre extranjeros que había decretado el gobernador de las Islas Malvinas después de la matanza de Wulaia. Se calcula que más de 50 fueguinos fueron trasladados de la isla de Keppel bajo la supervisión de Stirling en un periodo de cuatro años. En febrero de 1864, la Allen Gardiner regresó a Tierra de Fuego con aquellos siete indígenas, llegando a Wulaia el 7 de marzo. Allí, la esposa de Jemmy Button, Lassaweea, confirmó que Jemmy había muerto a causa de la última epidemia que se había extendido durante el verano austral.
El 10 de junio de 1865, Stirling partió hacia Inglaterra con cuatro jóvenes yaganes, uno de ellos era el hijo de Jemmy Button, Threeboys. Después de 16 meses de estancia en Inglaterra, fueron enviados de nuevo a Tierra del Fuego, falleciendo dos en el viaje. Threeboys murió a causa del llamado mal de Bright en el trayecto a Puerto Stanley.

## Jemmy Button en la cultura popular
La historia de Jemmy Button ha sido recogida y ficcionada en diversas formas literarias y filmográficas. Algunas de ellas son:

### Literatura
- El escritor chileno Benjamín Subercaseaux publicó una novela titulada Jemmy Button en 1950.
- A su vez, el escritor Michael Ende se inspiró en Jemmy Button para sus dos novelas infantiles Jim Botón y Lucas el maquinista (1960) y Jim Botón y los 13 salvajes (1962).
- La escritora Sylvia Iparraguirre publicó La Tierra del Fuego en 1999, novelando la vida de Button.
- Harry Thompson, en su novela histórica sobre la vida del capitán FitzRoy, titulada Hacia los confines del mundo (2005), incluye el personaje de Jemmy Button.

### Cinematografía
- El documental El botón de nácar, de Patricio Guzmán, recibió su título por la manera en que Jemmy Button fue comprado por los ingleses del HMS Beagle.
- La serie de documentales de la BBC The Voyage of Charles Darwin recrea en alguno de sus capítulos el traslado de regreso a Tierra del Fuego de Jemmy Button, Fuegia Basket y York Minster.
- La película Creation también recoge brevemente el paso por Inglaterra de Fuegia Basket y Jemmy Button.

### Otros
- La famosa serie de audio ficción chilena Caso 63, de Spotify, menciona la historia de Jemmy Button en el episodio 7 de la temporada 1. Su caso es comparado con los viajes al futuro.